# Kasachische Sozialistische Sowjetrepublik
Die Kasachische Sozialistische Sowjetrepublik (Kasachische SSR) war nach der Russischen SFSR die flächenmäßig zweitgrößte Unionsrepublik der Union der Sozialistischen Sowjetrepubliken.

## Vorgeschichte

### Kirgisische ASSR
Ab 1920 wurden entsprechend der Politik des Volkskommissars für Nationalitätenfragen Josef Stalin autonome Regionen innerhalb Sowjetrusslands geschaffen. So wurde am 26. August 1920 innerhalb der RSFSR die gesamte, von Kasachen bewohnte Nordhälfte Turkestans von der Turkestanischen ASSR abgetrennt und neben dieser zur Kirgisischen Autonomen Sozialistischen Sowjetrepublik (ASSR). Die Namensgebung war darauf zurückzuführen, dass im Russischen traditionell die Kasachen als Kirgisen bezeichnet wurden, obwohl diese sich selbst Qasaq nennen, was im Russischen wiederum Kosak zu ähnlich klang und auch in anderen Sprachen verwechselt wurde. Die eigentlichen Kirgisen wurden im Russischen Kara-Kirgisen („schwarze Kirgisen“) bezeichnet, im Gegensatz zu den eigentlichen Kasachen („Kirgisen“), die als Nachkommen der Weißen Horde galten.

### Kasakische ASSR
Trotzdem erfolgte 1925 in Anlehnung an die Eigenbezeichnung der Ethnie auch im Russischen die Umbenennung in Kasakische ASSR (Казакская АССР). Der Name Kirgisische ASSR wurde dagegen 1926 auf die 1924 gebildete Karakirgische Autonome Oblast übertragen (Teil der Turkestanischen ASSR), welche später zur Kirgisischen SSR wurde (heute Republik Kirgisistan).

### Gebietsentwicklung
Bis 1925 war Orenburg Kasakstans erste Hauptstadt, dann wurde die Stadt und das umliegende Gebiet an die RSFSR abgetreten (heute etwa die Oblast Orenburg Russlands).
Von 1925 bis 1929 war stattdessen Ksyl-Orda Hauptstadt. 1929 erhielt die Kasakische ASSR von der aufgelösten Turkestanischen ASSR das Gebiet von Alma-Ata, das zur neuen Hauptstadt wurde. 1932 verlor die Kasakische ASSR wiederum Karakalpakistan und das Kysylkum-Gebiet (um Navoiy), welches zunächst als eigene ASSR ausgegliedert und 1936 von der RSFSR an die Usbekische SSR übergeben wurde.

## Existenzzeitraum
Ebenso wie Usbekistan und Kirgisistan wurde 1936 aber auch Kasakstan (in der neuen Schreibweise Kasachstan) aus der RSFSR ausgegliedert und selbstständige Unionsrepublik. Die Kasachische Sozialistische Sowjetrepublik entstand mit der Verfassung von 1936 am 6. Dezember 1936. Die dominierende politische Partei war die Kommunistische Partei Kasachstans.
1990 erklärte Kasachstan seine Souveränität innerhalb der UdSSR. Im Rahmen eines neuen Unionsvertrages war der kasachische Republikchef Nasarbajew von Gorbatschow mit dem Posten eines sowjetischen Vizepräsidenten geködert worden, doch nach dem Augustputsch 1991 erklärte Kasachstan schließlich seine Unabhängigkeit und den Austritt aus der UdSSR.

## Ethnische Zusammensetzung der Bevölkerung
Das offizielle Staatsvolk, die Kasachen, machten beim ersten Zensus 1926 eine knappe Mehrheit der Bevölkerung aus. Danach stieg der Bevölkerungsanteil von Russen und Ukrainern, begünstigt durch eine inoffizielle Politik der Russifizierung deutlich an. Beim Zensus 1926 pflegte die Mehrheit der Kasachen noch eine nomadische Lebensweise. Die Sowjetmacht betrieb eine Politik der zwangsweisen Sesshaftmachung der Nomadenvölker, die zu drastischen Bevölkerungsverlusten bei den Kasachen durch Hungersnöte, insbesondere die Hungersnot von 1932–33 führte. Die Effekte dieser Politik und der Politik der Zwangskollektivierung beispielsweise in der Ukraine zeigten sich beim Zensus 1937 derartig drastisch in Form von unerwarteten Bevölkerungsverlusten, dass dessen Durchführung auf Geheiß Stalins abgebrochen wurde. Eine vollständige Publikation der Zensusergebnisse erfolgte erst in den 1980er Jahren. Zahlreiche Zensusbeamte wurden des „Nationalismus“ beschuldigt und politisch verfolgt. In den 1930er und 1940er Jahren wurden die zentralasiatischen Unionsrepubliken und insbesondere Kasachstan zu einer Art Sammellager für politisch missliebige Nationalitäten. 1937 dekretierte Stalin die Deportation von 95.241 ethnischen Koreanern aus den fernöstlichen Regionen der UdSSR nach Kasachstan. Nach dem Überfall des nationalsozialistischen Deutschland auf die Sowjetunion 1941 wurde die Wolgadeutsche Republik aufgelöst und 1941–42 wurden etwa 444.000 Wolgadeutsche nach Kasachstan deportiert. 1944 wurden zehntausende muslimische Kaukasier, vor allem Mescheten und mehr als 150.000 Krimtataren nach Kasachstan deportiert. Die Verluste an Menschenleben waren aufgrund der Bedingungen, unter denen die Deportationen stattfanden, und der ungenügenden Vorbereitung in den Aufnahmeregionen extrem hoch. Im Jahr 1949 belief sich die Zahl der in Kasachstan lebenden Deportierten auf 820.165, darunter 302.526 Tschetschenen und Inguschen, 33.088 Karatschaier, 28.130 Polen, 28.497 Mescheten und 17.512 Balkaren.
Während der durch Nikita Chruschtschow initiierten Neuland-Kampagne strömten 1954 bis 1956 etwa 640.000 Siedler aus den slawischen und baltischen Republiken ins Land. Beim Zensus von 1959 war der Bevölkerungsanteil der Kasachen auf weniger als ein Drittel abgesunken. Etwa ab Anfang der 1970er Jahre bis zum Ende der Sowjetunion versiegte der Zustrom von slawischen Zuwanderern aufgrund der verschlechterten wirtschaftlichen Situation der zentralasiatischen Republiken. Der Anteil der Kasachen nahm ab den 1960ern, vor allem bedingt durch eine höhere Geburtenrate, kontinuierlich zu, so dass diese beim Zerfall der Sowjetunion 1989 bis 1991 knapp die zahlenmäßig stärkste Nationalität bildeten.
| Jahr | Kasachen  | Kasachen | Russen    | Russen  | Ukrainer | Ukrainer | Deutsche | Deutsche | Andere    | Andere  | Gesamt- bevölkerung |
| Jahr | Zahl      | Prozent  | Zahl      | Prozent | Zahl     | Prozent  | Zahl     | Prozent  | Zahl      | Prozent | Gesamt- bevölkerung |
| ---- | --------- | -------- | --------- | ------- | -------- | -------- | -------- | -------- | --------- | ------- | ------------------- |
| 1926 | 3.627.612 | 58,5 %   | 1.275.055 | 20,6 %  | 860.201  | 13,9 %   | 51.094   | 0,8 %    | 382.394   | 06,2 %  | 6.196.356           |
| 1939 | 2.327.625 | 37,8 %   | 2.458.687 | 40,0 %  | 658.319  | 10,7 %   | 92.571   | 1,5 %    | 613.900   | 10,0 %  | 6.151.102           |
| 1959 | 2.707.309 | 30,0 %   | 3.974.229 | 42,7 %  | 762.131  | 08,2 %   | 658.698  | 7,1 %    | 1.192.374 | 12,8 %  | 9.294.741           |
| 1970 | 4.234.166 | 32,6 %   | 5.521.917 | 42,4 %  | 933.461  | 07,2 %   | 857.077  | 6,6 %    | 1.462.105 | 11,2 %  | 13.008.726          |
| 1979 | 5.289.349 | 36,0 %   | 5.991.205 | 40,8 %  | 897.964  | 06,1 %   | 900.207  | 6,1 %    | 1.605.559 | 10,9 %  | 14.684.284          |
| 1989 | 6.534.616 | 39,7 %   | 6.227.549 | 37,8 %  | 896.240  | 05,4 %   | 957.518  | 5,8 %    | 1.848.541 | 11,2 %  | 16.464.464          |

## Administrative Gliederung 1991

Verwaltungsgliederung im Jahr 1959 (Regionen bzw. Oblaste)

Zum Zeitpunkt des Zerfalls der Sowjetunion gliederte sich die Kasachische SSR in 19 Oblaste:
- Aktjubinsk
- Alma-Ata
- Dschambul
- Dscheskasgan
- Gurjew
- Karaganda
- Ksyl-Orda
- Koktschetaw
- Kustanai
- Mangyschlak
- Nord-Kasachstan
- Ost-Kasachstan
- Pawlodar
- Semipalatinsk
- Taldy-Kurgan
- Tschimkent
- Turgai
- Uralsk
- Zelinograd

## Generalsekretäre der kommunistischen Partei der Kasachischen Sozialistischen Sowjetrepublik
1. Lewon Mirsojan (5. Dezember 1936–3. Mai 1938)
2. Nikolai Skworzow (3. Mai 1938–14. September 1945)
3. Schumabai Schajachmetow (14. September 1945–6. März 1954)
4. Panteleimon Ponomarenko (6. März 1954–8. Mai 1955)
5. Leonid Breschnew (8. Mai 1955–6. März 1956)
6. Iwan Jakowlew (6. März 1956–26. Dezember 1957)
7. Nikolai Beljajew (26. Dezember 1957–19. Januar 1960)
8. Dinmuchamed Kunajew (19. Januar 1960–26. Dezember 1962)
9. Ismail Jussupow (26. Dezember 1962–7. Dezember 1964)
10. Dinmuchamed Kunajew (7. Dezember 1964–16. Dezember 1986)
11. Gennadi Kolbin (16. Dezember 1986–22. Juni 1989)
12. Nursultan Nasarbajew (22. Juni 1989–28. August 1991)